# ایلیا پتکویچ
ایلیا پتکویچ (کرواتی: Ilija Petković؛ زادهٔ ۲۲ سپتامبر ۱۹۴۵ – درگذشته ۲۷ ژوئن ۲۰۲۰) بازیکن و مربی فوتبال اهل یوگسلاوی بود.
وی همچنین در تیم ملی فوتبال یوگسلاوی بازی کرده بود.
وی در مسابقات کشوری و بین‌المللی در مجموع برندهٔ ۱ مدال نقره شده بود.
پتکوویچ در ۲۷ ژوئن ۲۰۲۰ به دلیل ابتلا به بیماری کرونا درگذشت.